# Łagów (powiat krośnieński)
Łagów (niem. Logau) – wieś w Polsce, położona w województwie lubuskim, w powiecie krośnieńskim, w gminie Dąbie.
W latach 1975–1998 miejscowość należała administracyjnie do województwa zielonogórskiego.
Przez miejscowość przebiega droga krajowa nr 32.

## Nazwa
W kronice łacińskiej Liber fundationis episcopatus Vratislaviensis (pol. Księga uposażeń biskupstwa wrocławskiego) spisanej za czasów biskupa Henryka z Wierzbna w latach 1295–1305 miejscowość wymieniona jest w zlatynizowanej formie Lawow.. W 1300 roku wieś wzmiankowano jako Lagow, a w 1583 przy okazji spisu koni lennych odnotowano ją jako Loger.

## Historia
W Łagowie w 1583 roku mieszkała rodzina von Doberschütz, która osiadła również w Pławie. Przebywała tutaj po wojnie trzydziestoletniej rodzina von Arnold z Lasek. Majątek łagowski w połowie stulecia stanowił własność rodziny von Ehrenberg, a w roku 1879 źródła odnotowały jej przedstawiciela jako posiadacza dóbr.

## Zabytki
Do wojewódzkiego rejestru zabytków wpisane są:
- kościół ewangelicki, obecnie rzymskokatolicki par. pod wezwaniem Podwyższenia Krzyża, barokowy. Został zbudowany z cegły i kamienia w 1698 roku jako zbór ewangelicki dzięki fundacji rodziny von Arnold[3]. Budowla założona na planie kwadratu w wyższej kondygnacji przechodzącej w ośmiobok i nakryta kopulastym dachem z latarnią. Posiada duże uformowane półkoliście okna. Nad wejściem wisi tablica erekcyjna z kartuszem[3]. Po wschodniej stronie świątyni stoi późnorenesansowy ołtarz główny[8][9]
- plebania, z XIX wieku.